# Betygala
Betygala (ryska: Бятигала) är en ort i Litauen. Den ligger i den centrala delen av landet, 140 km nordväst om huvudstaden Vilnius. Betygala ligger 100 meter över havet och antalet invånare är 559.
Terrängen runt Betygala är platt. Runt Betygala är det ganska glesbefolkat, med 28 invånare per kvadratkilometer. Närmaste större samhälle är Raseiniai, 15,5 km väster om Betygala. Trakten runt Betygala består till största delen av jordbruksmark.